# Emil Ochyra
Emil Antoni Ochyra, född 12 juli 1936 i Rozbórz, död 26 maj 1980 i Warszawa, var en polsk fäktare.
Ochyra blev olympisk silvermedaljör i sabel vid sommarspelen 1960 i Rom.